# The Erotic Diary of Misty Mundae
Pour plus de détails, voir Fiche technique et Distribution.
The Erotic Diary of Misty Mundae est un vidéofilm américain réalisé par Helen Black sorti en 2004.

## Synopsis
Au collège, l'étudiante Misty, ne peut contenir plus longtemps ses pulsions sexuelles, et transforme son journal intime en un journal ultra-érotique contenant ses pensées lesbiennes les plus secrètes.
Mais ces fantasmes se feront chair rapidement, car ses amies, ses camarades de classe, sa professeur, seront toutes séduites par ses audacieuses créations.

## Fiche technique
- Titre : The Erotic Diary of Misty Mundae
- Réalisateur : Helen Black
- Scénario : Helen Black
- Société : E.I. Independent Cinema
- Langue : Anglais
- Format : Couleurs
- Pays :  États-Unis
- Durée : 79 minutes (1 h 19)
- Date de sortie : 11 novembre 2004  États-Unis

## Distribution
- Misty Mundae : Misty
- Anoushka : l'amie sexy
- A. J. Khan : la déesse de l'amour
- Julian Wells : la professeur
- Darian Caine
- Ruby Larocca